# Grotten des Catull

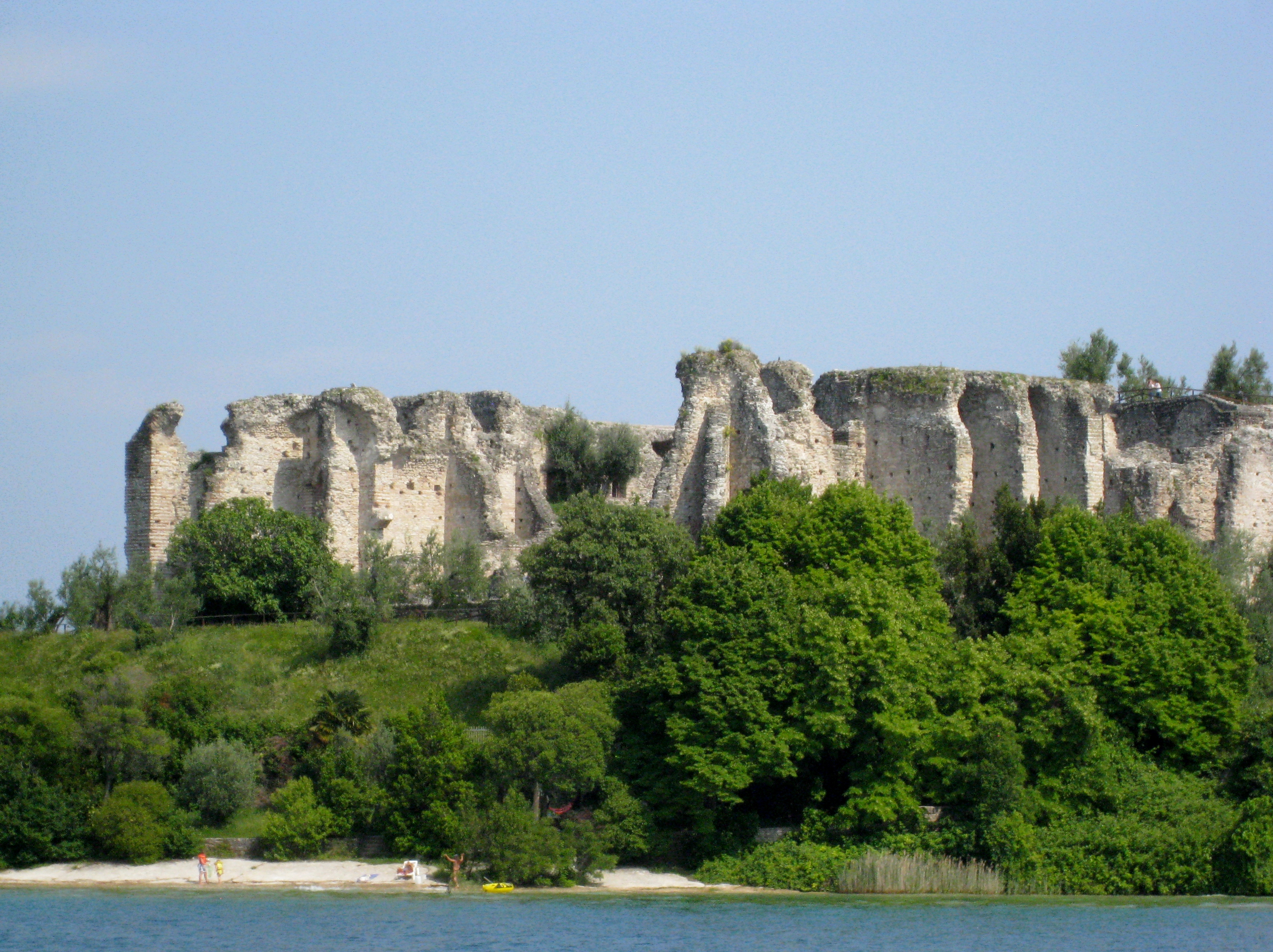
Die Grotten des Catull vom Gardasee aus

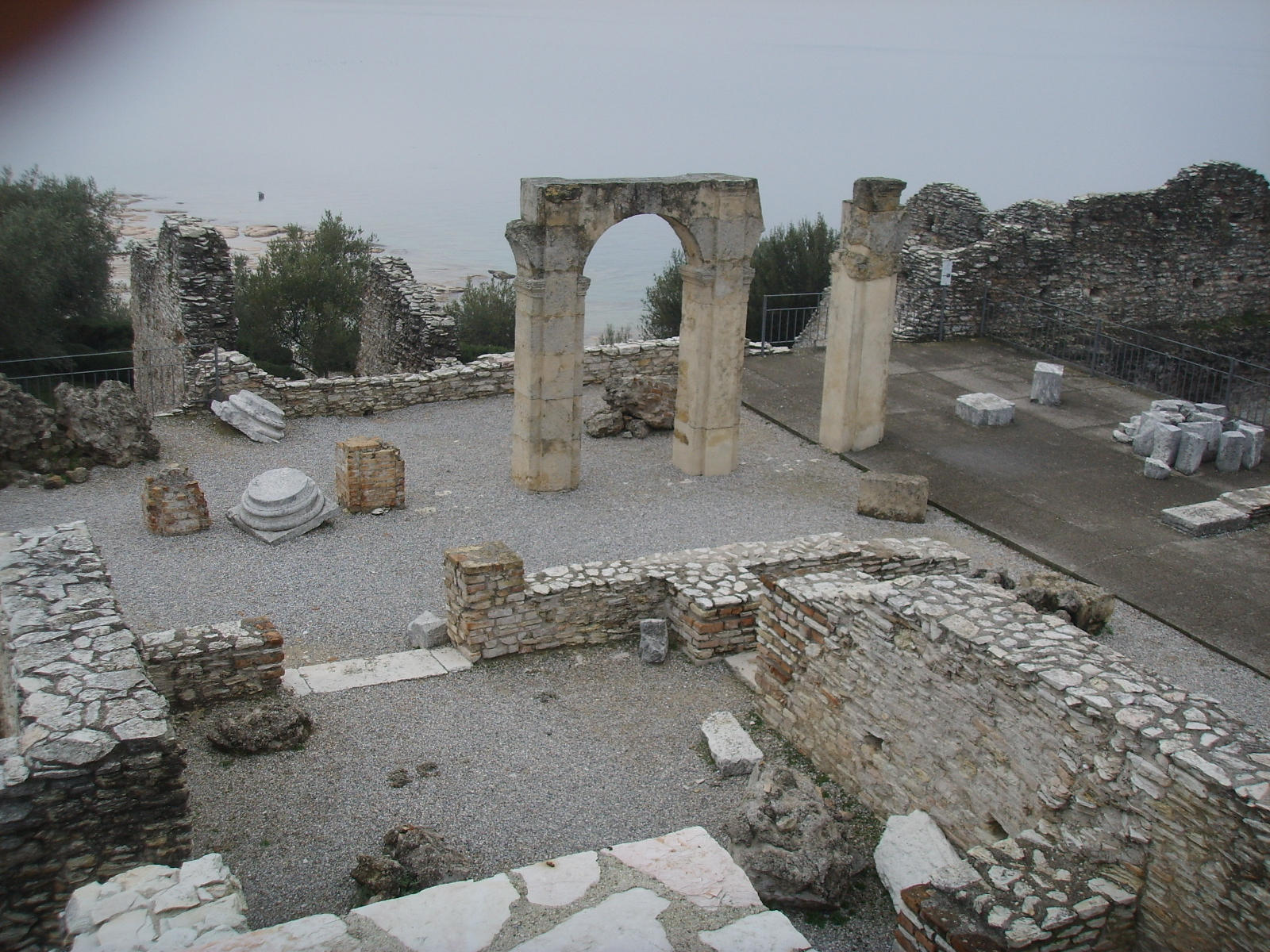
Grotten des Catull

Grotten des Catull (Grotte di Catullo) ist die Bezeichnung für die Ruinen einer römischen Villa, die im 1. Jahrhundert nach Christus am nördlichen Ende der Halbinsel von Sirmione am südlichen Ufer des Gardasees erbaut wurde. Die Villa wurde auf den Überresten älterer Vorgängergebäude aus dem ersten vorchristlichen Jahrhundert errichtet. Wohl schon im 5. Jahrhundert n. Chr. wurde sie aufgegeben; die Bezeichnung „grotte“ (Plural zu ital. „grotta“) stammt aus der Zeit, in der die Überreste des Gebäudes bereits dem Verfall preisgegeben und von Pflanzen überwuchert waren. 
Die Grotten des Catull gelten als größte und besterhaltene Überreste einer römischen Villa im nördlichen Italien. Das Gebäude bedeckte ein Areal von 167 Metern Länge und 105 Metern Breite. Über drei Geschosse umfasste es eine Fläche von etwa 20.000 Quadratmetern. Der Haupteingang lag auf der Südseite, auf der sich auch die Badeanlagen befanden. Die Längsseiten waren mit überdeckten Veranden ausgestattet, die Panoramaterrasse auf der Nordseite bot einen Blick auf den See. 
Erste archäologische Untersuchungen der Fundstelle stellte Girolamo Orti Manara im späten 19. Jahrhundert an. 1948 wurde die Anlage von der Soprintendenza Archeologica della Lombardia angekauft. Sie ist nach wie vor Gegenstand der Forschung. Im sogenannten Antiquarium, das rechts vom Eingang der Anlage eingerichtet wurde, befinden sich auch Funde aus vor- und nachrömischer Zeit. Ein dort aufbewahrtes Dichterporträt wird mitunter als Bildnis des Catull angesehen; der besaß zwar ein Landgut in dieser Gegend, dessen Lage ist jedoch nicht sicher bekannt. Es ist nicht davon auszugehen, dass die Ruinen, die seinen Namen tragen, zu diesem Landgut gehören. Wahrscheinlich gehörte das Anwesen Angehörigen der Gens Valeria, bei der Catull einmal zu Gast gewesen sein mag.